# Puro Teatro
Puro teatro fue un programa de televisión ecuatoriano de humor y comedia emitido por GamaTV. Su estreno tuvo lugar el 11 de junio de 2011 y se mantuvo al aire con más de 250 episodios, consolidándose como una de las propuestas humorísticas más innovadoras y recordadas de la televisión ecuatoriana. El programa combinaba elementos teatrales con comedia televisiva, presentando sketches humorísticos inspirados en la vida cotidiana, la política, la cultura popular y parodias de la televisión y la música. 

## Historia
Puro Teatro se estrenó en la parrilla de GamaTV como una propuesta innovadora que buscaba ofrecer entretenimiento familiar mediante una combinación de parodias y actuaciones en vivo. Su formato de una obra de teatro grabada permitía a los espectadores disfrutar de historias con enredos y desenlaces humorísticos desde la comodidad de sus hogares. La productora Andrea González describió el programa como "ir al teatro desde casa", destacando su particularidad dentro de la televisión ecuatoriana.

## Formato y contenido
Puro Teatro se caracterizó por su estructura teatral, donde los actores interpretaban historias independientes en cada emisión. Los sketches abarcaban desde situaciones cotidianas hasta parodias de la vida política y social ecuatoriana, con un estilo satírico y dinámico que conectó rápidamente con el público. El programa también destacó por sus guiones bien elaborados y actuaciones vibrantes, que lograron captar la atención de la audiencia.
Además de su formato televisivo, el programa se adaptó a presentaciones en vivo, realizando giras por diferentes escenarios del país. Con la llegada de la pandemia de COVID-19 en 2020, el equipo original de Puro Teatro se unió en un proyecto llamado "El Reencuentro" y llevaron su contenido a plataformas digitales como Facebook, Instagram y YouTube, emitiendo episodios de 20 minutos que abordaban temas de actualidad y mantenían la esencia humorística del programa original.

## Elenco
El elenco principal de Puro Teatro estuvo conformado por reconocidos actores ecuatorianos, entre los que destacaron:
- Martín Calle
- Carolina Jaume
- Pamela Palacios
- Mao HouseA lo largo de su emisión, el programa contó con la participación de varios invitados especiales, como Gerardo Mejía, Efraín Ruales, Sofía Caiche, Andrés Garzón y Cecilia Cascante entre otros más en posteriores episodios. La dirección del programa estuvo inicialmente a cargo de Jorge Toledo, y posteriormente fue asumida por Andrés Garzón.[2]

Otro emblemático actor del programa fue Ricardo González, quien reemplazó a Mao House en el elenco.

## Controversias
A lo largo de su emisión, Puro Teatro experimentó varios cambios en su elenco y dirección creativa. En particular, la salida de María Fernanda Pérez generó especulaciones y comentarios en los medios. Además, Jaume renunció a Dueños del Mediodía, lo que también impactó indirectamente en el programa.